# كورتيس هاينز-براون
كورتيس هاينز-براون (بالإنجليزية: Curtis Haynes-Brown)‏ هو لاعب كرة قدم بريطاني في مركز الدفاع، ولد في 15 أبريل 1989 في إبسوتش في المملكة المتحدة. لعب مع إيه أف سي ويمبلدون وكامبريدج يونايتد وكولتشستر يونايتد وماكليسفيلد تاون ويوفل تاون.

## وصلات خارجية
- كورتيس هاينز-براون على موقع قاعدة بيانات كرة القدم.إي يو (الإنجليزية)
- كورتيس هاينز-براون على موقع Soccerbase.com (لاعب) (الإنجليزية)